# Brueelia nebulosa
Brueelia nebulosa är en insektsart som först beskrevs av Hermann Burmeister 1838.  Brueelia nebulosa ingår i släktet draklöss, och familjen fjäderlöss. Arten är reproducerande i Sverige.